# 湖南省革命委员会
湖南省革命委员会，简称湖南省革委会，是中华人民共和国湖南省1968年4月至1979年12月的最高行政机构、国家权力机关。在1977年11月至1979年12月期间，同时为湖南省人民代表大会的常设机构。1979年12月其职能由湖南省人民政府与湖南省人民代表大会常务委员会取代。

## 历史

### 背景
“文化大革命”于1966年5月开始后，湖南省人民委员会受到冲击，机构陷于瘫痪。3月，湖南成立抓革命促生产指挥部，临时负责处理全省的经济工作。7月，由于全省形势恶化，抓革命促生产指挥部停止工作。8月10日，中共中央发出《中共中央关于湖南问题的若干决定》，9月5日，根据《决定》第二条，由军队代表、干部代表、群众代表组成湖南省革命委员会筹备小组，以黎原为组长，华国锋、章伯森为副组长，成员12人。同日，省革命委员会筹备小组发出一号通告，宣称：“湖南省革命委员会筹备小组，在革命委员会未成立以前，既是革命委员会的筹备机构，又是全省的临时权力机关，领导全省的无产阶级文化大革命和工农业生产。自即日起，湖南党、政、财、文一切权力，统统归湖南省革命委员会筹备小组。”

### 成立
1968年4月6日，中共中央、国务院、中央军委、中央文革小组联合发文批示：同意湖南省革命委员会筹备小组关于成立湖南省革命委员会的请示报告，并批准湖南省革命委员会组成名单。省革命委员会由160人（实际141）组成，其中省革命委员会常务委员35人（实有29人，军队代表9人，原省、地级领导干部7人，造反派代表11人，农村劳模与民兵代表各1人），黎原任主任，龙书金等7人任副主任。4月8日，省革命委员会正式成立，并发表《告全省人民书》，宣称：“自即日起，湖南省委、省人委的党政财文大权，统统归湖南省革命委员会”。

### 撤销
1977年11月，湖南省第五届人民代表大会举行第一次会议，选举产生省革委会组成人员。根据1975年和1978年颁布的《中华人民共和国宪法》规定，这一届省革委会既是人民代表大会的常设机关，又是省级人民政府。省革委会名称沿用至1979年底。
1979年12月，湖南省第五届人民代表大会第二次会议，根据全国五届人大二次会议精神及《中华人民共和国地方各级人民代表大会和地方各级人民政府组织法》规定，将地方的权力机关与执行机关分开设置，撤销湖南省革命委员会，恢复湖南省人民政府。

## 机构设置

### 常设机构

#### 1968年
- 办公机构成立时分设4大组，15个小组。
  - 政治工作组：组织组、宣传组、教卫组、群众工作组、直工组、大批判组
  - 办事组：秘书组、综合组、机要组、总务组
  - 生产指挥组：综合组、工交组、农业组、财贸组、国防组
  - 人民保卫组
- 同年8月至10月，先后增设外事组、机关事务组、民政组等，归口办事组领导。

#### 1969年
- 2月，4大组内部调整为26个小组，2个办公室：
  - 政治工作组：党委办公室、组织组、宣传组、教育组、文化组、群众工作组、直工组
  - 办事组：政治工作组、统战组、档案组、行政组（原总务组）、秘书组、机要组
  - 生产指挥组：办公室、政治工作组、计划组、卫生组、基建组、农林水组（原农业组）、工交组、财贸组、国防组
  - 人民保卫组：秘书组、政治工作组、政保组、治保组、审批组、政策研究组
- 3月，省革委会决定，生产指挥组各组下设29个公司、部、局、行、站：
  - 工交组下设：省煤炭工业生产建设指挥部、省机电工业公司、省轻化纺工业公司、省二轻工业公司、省地质勘探公司、省邮电管理局、省陆运公司、省航运公司、省冶金工业公司；
  - 农林水组下设：省农业服务站、省水电服务站；
  - 财贸组下设：省财政局、省人民银行、省粮食管理局、省工业品公司、省农产品公司、省副食品公司、省生资公司、省进出口公司
  - 基建组下设：省工程建筑师（野战师）、省建筑材料工业公司
  - 计划组下设：物资供应公司、省劳动工资管理局
  - 卫生组下设：省人民卫生服务站、省医药器材公司
  - 国防工业组下设：省物资储备局
- 8月，国防工业组改为省革委会、省军区国防工业办公室。
- 12月省邮电局的邮政业务并入交通局，电信业务划归省军区领导，胜利湖南省电信局。

#### 1970年
- 5月，撤销省革委会生产指挥组工交、农林水、财贸、卫生、基本建设5个组；设立省革委会冶金工业、化学工业、煤炭工业、交通邮政、轻工业、机械工业、水利电力、基本建设、地质、农林、物资、财政金融、粮食、商业、卫生等15个局和气象站。

#### 1971年
- 6月，物资局更名为物资储备局，气象站更名为气象局；政治工作组增设秘书组，撤销直工组；人民保卫组增设办公室、行政组；撤销秘书组和政策研究组。

#### 1972年
- 3月，省体育运动委员会，由省军区领导改为由省革委会政治工作组管理。
- 9月，增设省社队企业管理局。
- 11月，撤销生产指挥组，设立省革委会计划委员会、工交办、农村办、财贸办，恢复省革委会物资局。

#### 1973年
- 当年，政治工作组、办事组、人民保卫组相继撤销；所有实行军管的单位全部撤销军管。
- 中共湖南省委设立办公厅，同时又是省革委会办公厅。
- 本年，省革委会先后设立36个工作机构：省工交办公室、国防工业办公室、农村办公室、财贸办公室、外事办公室、计划委员会、科技局、公安局、民政局、劳动工资局、物资局、对外经济联络办公室、知识青年上山下乡工作领导小组办公室、冶金工业局、机械工业局、煤炭工业局、化学工业局、轻工业局、电子工业局、交通局、基本建设局、农业局、林业局、水电局、社队企业管理局、气象局、财政金融局、商业局、粮食局、教育局、文化局、卫生局、广播管理局、体育运动委员会、机关事务管理局和档案组，双重领导机构设有省邮电管理局、地质局、储备局、第二机械工业局。其中邮电、地质两局均为省革命委员会工作机构。

#### 1974年
- 增设第五机械工业局、农业机械管理局、测绘局和对外贸易局。

#### 1975年
- 撤销省工交办公室，其业务并入省计划委员会。
- 撤销基本建设领导小组及其办公室，成立基本建设委员会。
- 撤销基本建设局，分社建筑工程局和建筑材料局（均为二级局）。
- 供销机构从商业局划出，设立供销合作社。
- 增设双重领导机构：省第三机械工业局。

#### 1976年
- 8月，省人民防空办公室明确为省革命委员会一级机构，但日常事务仍由省军区管理。

#### 1977年
- 1月，省建筑工程局改为一级局。
- 9月，成立省科教办（11月改称文教办），恢复省参事室、文史研究馆。
- 10月，成立省革委会工交办，与省计委分开办公。
- 是年，省革委会还成立了省科学技术委员会和统计局，财政金融局分拆为省财政局和中国人民银行湖南省分行。

#### 1978年
- 省革委会办公厅档案组改为省档案局；
- 省人民出版社改为省出版事业管理局（保留牌子）；
- 省建筑材料工程局升为一级局；
- 撤销省革委会工交办公室，成立省经济委员会；
- 成立省革委会人事局、省编制委员会、省民族事务委员会、省旅行游览事业管理局、省工商行政管理局、省医药管理局。
- 双重领导机构增设第七机械工业局、省革委会储备局改为省储备物资管理局。

#### 1979年
- 先后成立升高等教育局、省环境保护办公室；
- 设立省革委会视察室，属部办一级机构，日常工作由省委组织部老干办公室负责。
- 双重领导机构增设中国农业银行湖南省分行，属局级机构；省建设银改为局级机构。

### 非常设机构
省革命委员会为了加强各部门的协调租和对重大事项的领导，还先后设立或调整充实了大量的非常设机构。
- 1969年设立：省革命委员会工交、农村、财贸、文教系统斗批改领导小组、省爱国卫生运动领导小组；
- 1970年设立：省血吸虫病防治工作领导小组、省铁路建设指挥部及湘黔、枝柳铁路会战指挥部；
- 1971年设立：省机构编制领导小组、计划生育工作领导小组相、教育革命领导小组；
- 1972年设立：农业机械化领导小组（1979年7月撤销）、知识青年上山下乡工作领导小组、科学技术领导小组、省革命委员会业务领导小组；
- 1973年设立：省护林防火指挥部、畜牧家禽业领导小组、矿产储量委员会、交通安全委员会、支援铁路建设领导小组、扫盲业余教育委员会；
- 1974年设立：开发湘南领导小组、拖拉机生产建设会战指挥部、防汛防旱指挥部、增产节约领导小组；
- 1975年设立：省环境保护工作领导小组、煤炭会战指挥部、洞庭湖农田基本建设领导小组、石油勘探指挥部（1979年2月为相当省直局级事业单位）、农业机械化领导小组；
- 1976年设立：省山区建设领导小组；
- 1977年设立：省扭亏增盈领导小组、微型计算机会战领导小组、工农教育委员会；
- 1978年设立：省农田基本建设指挥部、食品卫生领导小组、工资改革领导小组、清仓查库领导小组、城市规划建设领导小组、交通安全委员会、物价委员会、地名领导小组；
- 1979年设立：省调整工资领导小组、清理基本建设在建项目领导小组、托幼工作领导小组、调整充实省交通战备领导小组，恢复省志编纂委员会和省文物管理委员会。

### 行政区划变动
- 各专区一律改称地区，设立地区革命委员会。
- 1969年12月，增设韶山区（地级）；
- 1977年8月，邵阳市升格为省辖市，由邵阳地区代管；
- 1977年9月，增设涟源地区。
- 至1979年底止，湖南全省辖长沙、株洲、邵阳3个省辖市，湘潭、衡阳、郴州、零陵、邵阳、涟源、黔阳、常德、益阳、岳阳10个地区，湘西土家族苗族自治州和韶山区，99个县、10个县级市和省辖市的13个区，以及3297个公社、148个镇。

## 领导成员

### 筹备小组
- 时间：1967年8月-1968年4月
- 组长：黎原
- 副组长：华国锋、章伯森
- 成员：梁春阳、贾镛、郑波、刘顺文、谭文邦、林国兴、胡勇、唐忠富、朱顺祥、叶卫东、张楚楩、谢若冰（以上12人为1967年9月推定）
- 成员：张骥、尚春仁、陈勇、梁玉吉、邹定国（以上5人为1967年12月经中央批准增补）

### 前期
- 时间：1968年4月-1977年11月
- 主任：黎原（1968年4月-1970年5月）、华国锋（代1970年5月-1977年6月）、毛致用（1977年6月-11月）
- 第一副主任：龙书金（1968年4月-8月）、张平化（1973年8月-1977年6月）
- 副主任：华国锋（1968年4月-1970年5月）、章伯森（1968年4月任）、杨大易（1968年4月-1977年11月）、刘顺文（1968年4月-1970年4月）、胡勇（1968年4月任）、叶卫东（1968年4月任）、卜占亚（1970年4月-1972年10月）、张立宪（1970年4月-1977年11月）、李振军（1970年4月-1977年11月）、刘善福（1970年4月-1973年6月）、万达（1970年4月-1977年11月）、尚子锦（1971年6月-1977年11月）、于明涛（1971年8月-1977年11月）
- 常委：胡勇、叶卫东、唐忠富、尚春仁、梁玉吉、陈勇、李敬林、邹定国、雷志忠、金世钧、许云秋、张万宏、江才香、黎原、龙书金、杨大易、刘顺文、刘善福、郑波、李振军、张立宪、张骥、华国锋、章伯森、梁春阳、万达、孙云英、张厚、王敬（以上29人为1968年4月经中央批准任命）
- 常委：卜占亚、黄立功、杨敏、康干生、苟先学、马奇、景林、陈新、田阳光、王岳华、徐天贵、薛瑞、罗秋月、白玉岚、赵处琪、刘春樵、贺凤生、卜谷香、李至有、王占宗、赵广恩（以上21人为1970年4月、8月经中央批准任命）

### 后期
- 时间：1977年11月-1979年12月
- 主任：毛致用
- 副主任：万达、张立宪、孙国治、刘夫生、童国贵、罗秋月、尚子锦、尹子明、孔安民、齐寿良、石邦智、刘亚南、王含馥（1977年3月-）

## 参看
- 革命委员会